# Neuville-Bourjonval
Neuville-Bourjonval è un comune francese di 168 abitanti situato nel dipartimento del Passo di Calais nella regione dell'Alta Francia.

## Società

### Evoluzione demografica
Abitanti censiti